# Dom przy pl. Wolności 9 w Bystrzycy Kłodzkiej
Dom przy pl. Wolności 9 w Bystrzycy Kłodzkiej – zabytkowy budynek w mieście Bystrzyca Kłodzka.
Dwupiętrowy dom mieszkalny wybudowany w zarysie prostokąta w XVII w., kryty dachem czterospadowym, przebudowany w XIX w.